# Ayano Satō
Ayano Satō (jap. 佐藤 綾乃 Satō Ayano; ur. 10 grudnia 1996 w Kushiro) – japońska łyżwiarka szybka, dwukrotna medalistka olimpijska, pięciokrotna medalistka mistrzostw świata i trzykrotna medalistka zimowych igrzysk azjatyckich (2017).
W 2014 roku w Bjugn i w 2015 roku w Warszawie zdobyła brązowe medale mistrzostw świata juniorów w biegach drużynowych. W 2016 roku w mistrzostwach świata juniorów w Changchun zdobyła złoty medal w biegu masowym, srebrny w sprincie drużynowym i brązowy w biegu drużynowym.
W 2017 roku wystąpiła na mistrzostwach świata na dystansach w Gangneung. W biegu na 1500 m zajęła 20. miejsce, a na 3000 m była 15.. W tym samym roku zaprezentowała się w zawodach łyżwiarskich podczas igrzysk azjatyckich w Sapporo. Zdobyła złoty medal w biegu drużynowym, srebrny w biegu masowym i brązowy w biegu na 3000 m, ponadto zajęła czwarte miejsce na 1500 m.
W lutym 2018 roku po raz pierwszy w karierze wystąpiła na zimowych igrzyskach olimpijskich. Wystartowała w trzech konkurencjach. W biegu drużynowym została mistrzynią olimpijską (wspólnie z nią w japońskiej drużynie wystąpiły Miho Takagi, Nana Takagi i Ayaka Kikuchi), w biegu na 3000 m zajęła ósme miejsce, a w biegu masowym odpadła w półfinale, zajmując w nim ostatnie, 12. miejsce (po upadku na 8. okrążeniu Japonka, dotąd znajdująca się w czołówce, zrezygnowała z dalszej jazdy).
Sześciokrotnie stanęła na podium mistrzostw Japonii – raz zdobyła srebrny medal, a pięć razy brązowy.